# الأزمة الإيرانية في 1946
الأزمة الإيرانية 1946، وتعرف باسم الأزمة الإيرانية–الأذرية، هي صراع سياسي وعسكري أعقب نهاية الحرب العالمية الثانية ونتج عن رفض الاتحاد السوفيتي التخلي عن الأراضي الإيرانية المحتلة على الرغم من التأكيدات المتكررة بالتخلي عنها. في عام 1941، غزت قوات الحلفاء إيران حيت احتل الجيش الأحمر السوفيتي الشمال، فيما احتلت القوات البريطانية الوسط والجنوب. استخدمت إيران من قبل الأمريكيين والبريطانيين كطريق لنقل وتوفير الإمدادات الحيوية لحلفاء الاتحاد السوفيتي خلال الحرب. وكان الحلفاء (الولايات المتحدة والمملكة المتحدة والاتحاد السوفيتي) قد وافقوا على الانسحاب من إيران بعد ستة أشهر من انتهاء أعمال العدوان، ولكن عندما جاء هذا الموعد النهائي في بداية عام 1946 ، بقى السوفييت في إيران وأعلن الإيرانيون الموالون للاتحاد السوفيتي انفصالهم تحت ما يعرف بجمهورية أذربيجان الشعبية . قادت المفاوضات التي قام بها رئيس الوزراء الإيراني أحمد قوام والضغوط الدبلوماسية على السوفيت من قبل الولايات المتحدة إلى الانسحاب السوفيتي من شمال إيران. واعتبرت الأزمة وكأنها واحدة من الصراعات المبكرة فيما عرف لاحقًا بالحرب الباردة التي أخذت في النمو منذ ذلك الحين.
بُعيد ذلك انخرطت القوات الكردية والقوات الأذربيجانية الشعبية، بدعم أسلحة الاتحاد السوفيتي وتدريباته، في قتال القوات الإيرانية الذي أدى إلى 2,000 ضحية إجمالًا. في نهاية المطاف أدت مفاوضات أحمد قوام (رئيس الوزراء الإيراني في ذلك الوقت) وضغط الولايات المتحدة دبلوماسيًّا على الاتحاد السوفيتي إلى انسحاب الاتحاد، وحل الدولتين الكردية والأذربيجانية المنفصلتين.

## خلفية
بعدما خرقت ألمانيا اتفاقها مع السوفيتيين وغزت الاتحاد السوفيتي في شهر يونيو من عام 1941، اشترك الاتحاد السوفيتي والمملكة المتحدة في احتلال إيران الحيادية في إجراء وقائي بدأ في 25 أغسطس من عام 1941، وبرّرا الغزو بحاجتهما إلى استعمال إيران بوصفها بوابة لتوصيل إمدادات الإعارة والاستئجار من الهند البريطانية إلى الاتحاد السوفيتي. كانت إيران لفترة طويلة تفصل بين مناطق النفوذ المتزامنة التابعة لكل من بريطانيا وروسيا، لكنها تمكنت حتى ذلك الوقت من البقاء مستقلة رغم التدخلات الأجنبية العديدة، وهذا باستغلال حالة التنازع القائمة بين القوتين المتنافستين. لكن بعد وقوفهما معًا أخيرًا ضد ألمانيا، لم يبق ما يحُول دون احتلال رسمي مشترك لإيران. نتيجة هذا أُجبر رضا بهلوي على التنازل عن العرش في 16 من سبتمبر عام 1941، ونُفي إلى موريشيوس؛ وصار ابنه، محمد رضا بهلوي ولي العرش، الملك الجديد. أعلنت المعاهدة الثلاثية التي أُبرمت في يناير عام 1942 أن وجودهما العسكري في إيران لم يكن احتلالًا، وأن إيران حليفة لهما، وتعهد كل منهما فيها بسحب قواته في غضون ستة أشهر من انتهاء الحرب.
طول فترة الحرب المتبقية استعملت المملكة المتحدة والولايات المتحدة أراضي إيران بوصفها خط إمدادات مهمًّا لجهود الحرب السوفيتية ضد ألمانيا النازية. وفد إليها 30 ألف جندي أمريكي غير مقاتل لنقل الإمدادات، ولهذا سُمي النقل عبر إيران في ما بعد «جسر النصر». في مؤتمر طهران الذي عُقد في عام 1943 قدّم كل من الدول الثلاثة الكبار ضمانات إضافية بخصوص مستقبل إيران وكرامة أراضيها، إلى جانب التعهد بالمشاركة في جهود إعادة الإعمار والتنمية التي ستكون بعد الحرب.
على الرغم من أن احتلال إيران كان مقرَّرًا انتهاؤه بعد الحرب في مؤتمر بوتسدام عقب استسلام ألمانيا، فإن ستالين اعترض على اقتراح تشرشل بانسحاب الحلفاء من إيران مبكرًا قبل الموعد الذي كان قد اتُّفق عليه في مؤتمر طهران. عقب يوم الانتصار على اليابان في سبتمبر من عام 1945، سحبت الولايات المتحدة قواتها أولًا، ثم المملكة المتحدة ثانيًا، في المدة المنصوص عليها في المعاهدة. وأما الاتحاد السوفيتي فلم يخالف الموعد النهائي المحدد في 2 مارس وحسب، وإنما كان بحلول ذلك الوقت قد وسع وجوده العسكري جنوبًا. وفي منتصف شهر ديسمبر عام 1945 كان الاتحاد السوفيتي قد استعان بقواته وشرطته السرية لإقامة «جمهوريتين ديمقراطيتين شعبيتين» في الأراضي الإيرانية: الجمهورية الشعبية الأذربيجانية تحت قيادة سيد جعفر، وجمهورية مهاباد الكردية تحت قيادة الرئيس قاضي محمد. وهذا من عدة أمثلة على تبني الاتحاد السوفيتي للطموحات الجيوسياسية الخاصة بالإمبراطورية الروسية، فقبل 35 عامًا من هذه الأحداث احتلت الإمبراطورية الروسية المنطقة المتنازع عليها في الغزو الروسي لمدينة تبريز في عام 1911.

### جمهورية أذربيجان الشعبية
تَشكل الحزب الديمقراطي الأذربيجاني في سبتمبر عام 1945، برئاسة جعفر بيشوري الذي كان زعيمًا للحركة الثورية في غيلان لفترة طويلة. توسع الحزب الديمقراطي الأذربيجاني في جميع أنحاء أذربيجان الإيرانية، وشن انقلابًا محليًّا بمساعدة الجيش السوفيتي، الذي حال دون تدخل الجيش الإيراني. في الأسبوع الأول من شهر سبتمبر عام 1945، أعلن الحزب الديمقراطي الأذربيجاني نفسه حاكمًا لأذربيجان الإيرانية، وتعهد بإصلاحات ديمقراطية ليبرالية، وحلّ الفرع المحلي لحزب توده الإيراني الشيوعي.
بعد ذلك في سبتمبر عام 1945، أذن الحزب الديمقراطي الأذربيجاني في مؤتمره الأول في تشكيل ميليشيا قروية، وكانت هذه الميليشيا بحلول منتصف نوفمبر من العام نفسه قد استولت على جميع المراكز الحكومية المتبقية، و«صارت أذربيجان الإيرانية جمهورية مستقلة، تحت إشراف لجنة وطنية من 39 عضوًا بلا رئيس». رئيس الوزراء الوحيد لهذه الجمهورية القصيرة الأجل كان أحمد كرداري.
في البداية أيّد الاتحاد السوفيتي الكيان المستقل الجديد، وحال بين الجيش الإيراني واستعادة السيطرة الحكومية على تلك المنطقة، لكن هذا الوضع لم يستمر طويلًا. فبعد انحساب القوات السوفيتية، اقتحمت القوات الإيرانية المنطقة في شهر ديسمبر عام 1946، وفر بيشوري ومجلس وزرائه إلى الاتحاد السوفيتي.